# La Fajolle
La Fajolle är en kommun i departementet Aude i regionen Occitanien  i södra Frankrike. Kommunen ligger  i kantonen Belcaire som ligger i arrondissementet Limoux. År 2022 hade La Fajolle 13 invånare.

## Befolkningsutveckling
Antalet invånare i kommunen La Fajolle
Referens: INSEE

## Galleri

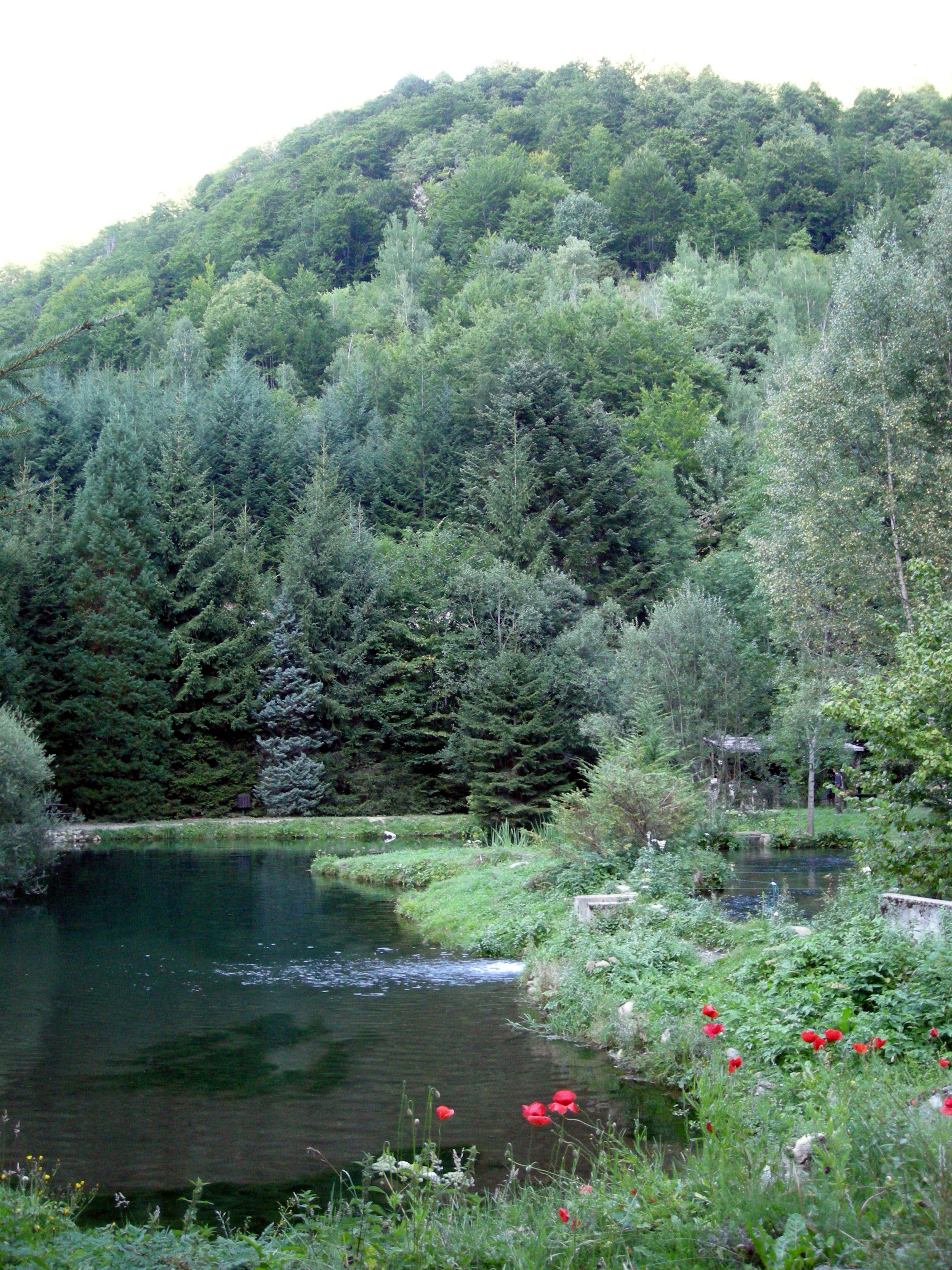